# Malý u Mlázov
Malý u Mlázov je rybník v katastru vsi Mlázovy v okrese Klatovy. Nachází se na jihovýchodním okraji vsi na Boříkovském potoce při silnici vedoucí z Mlázov do Kolince. Má zhruba obdélný charakter s hrází na východní straně. Voda do něj přitéká ze západu a odtéká na východě. Vznikl před rokem 1783, v té době se pod ním nacházel mlýn.

## Galerie

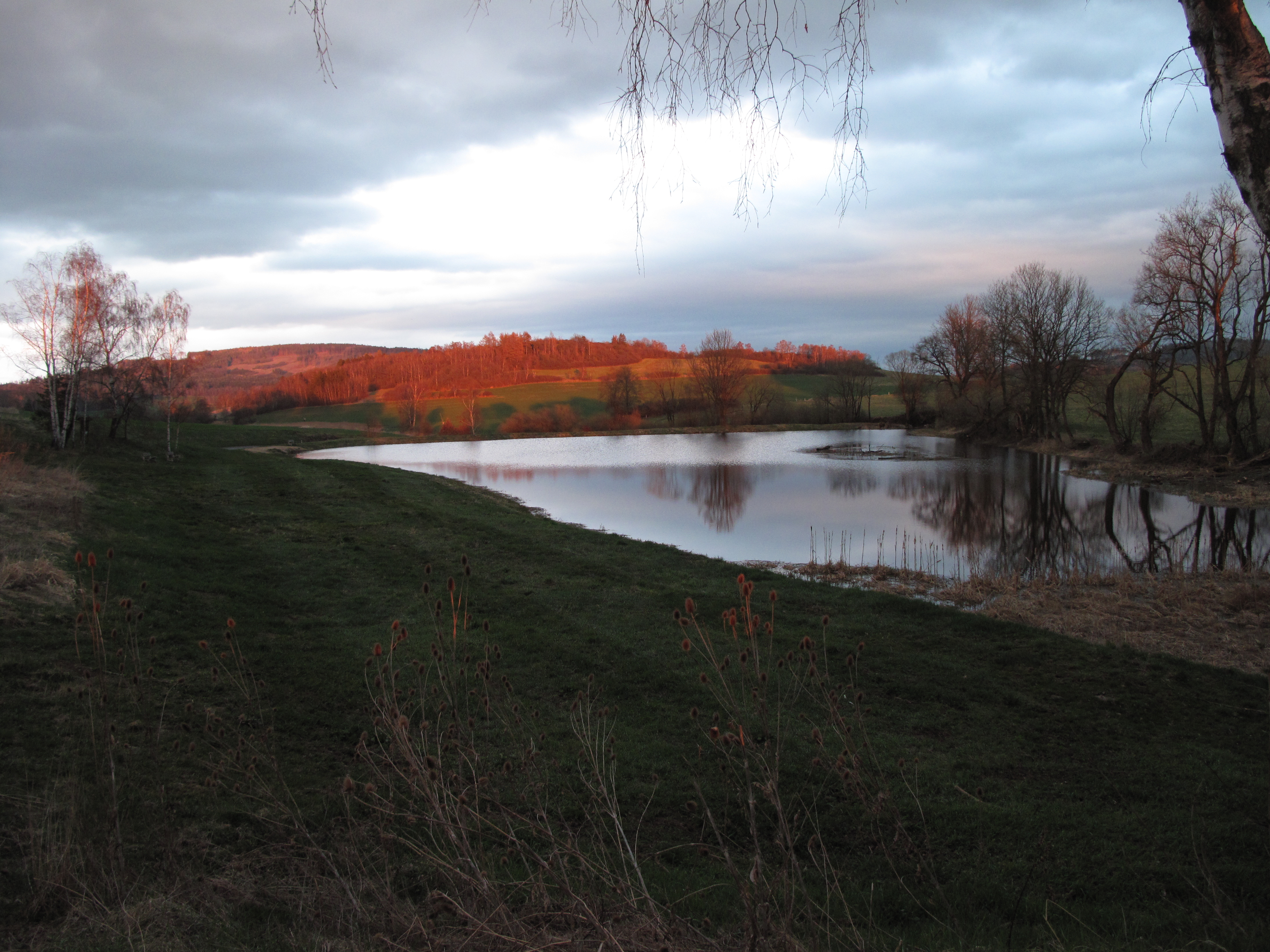
Pohled k hrázi (jaro 2022)
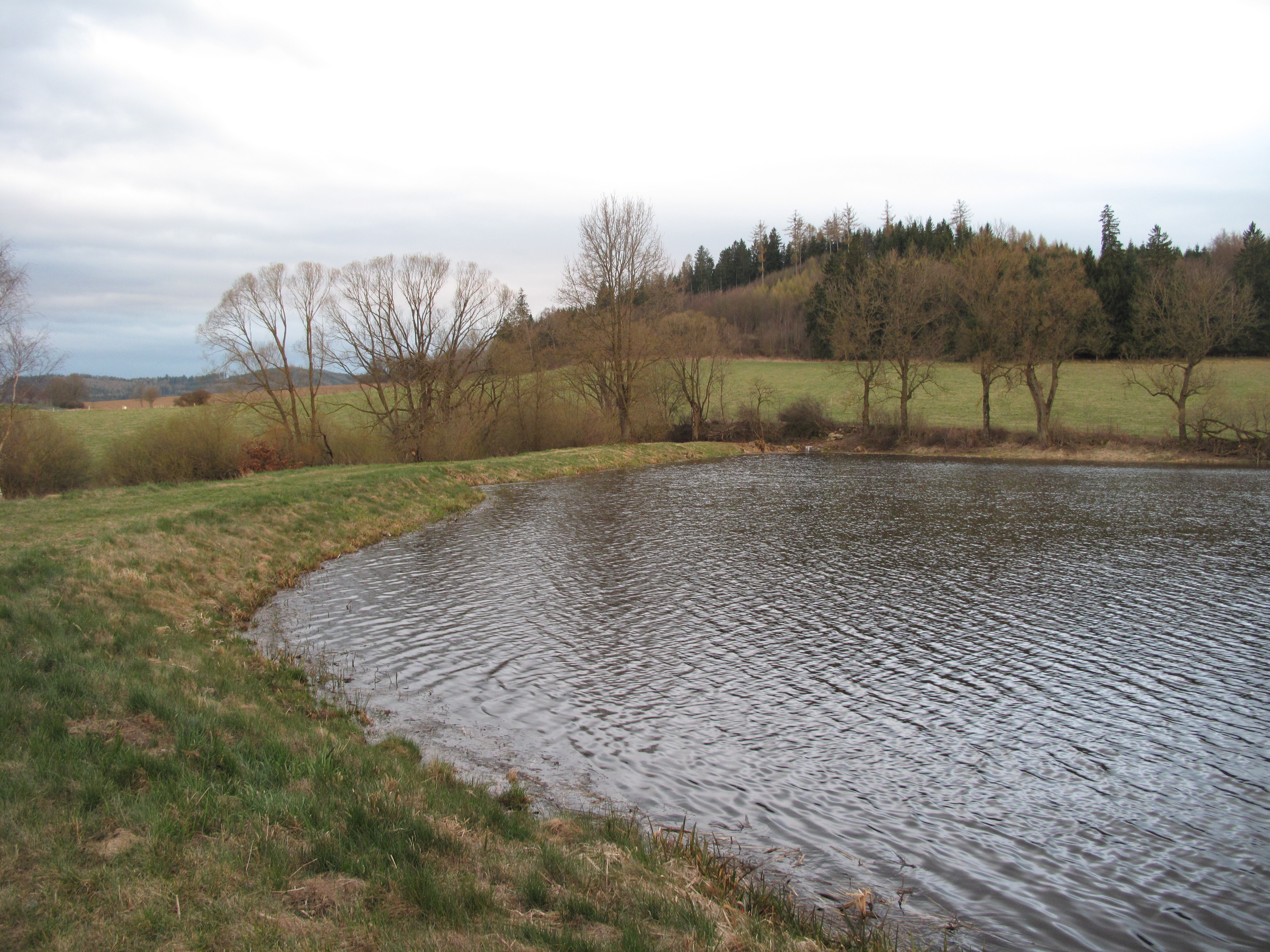
Hráz
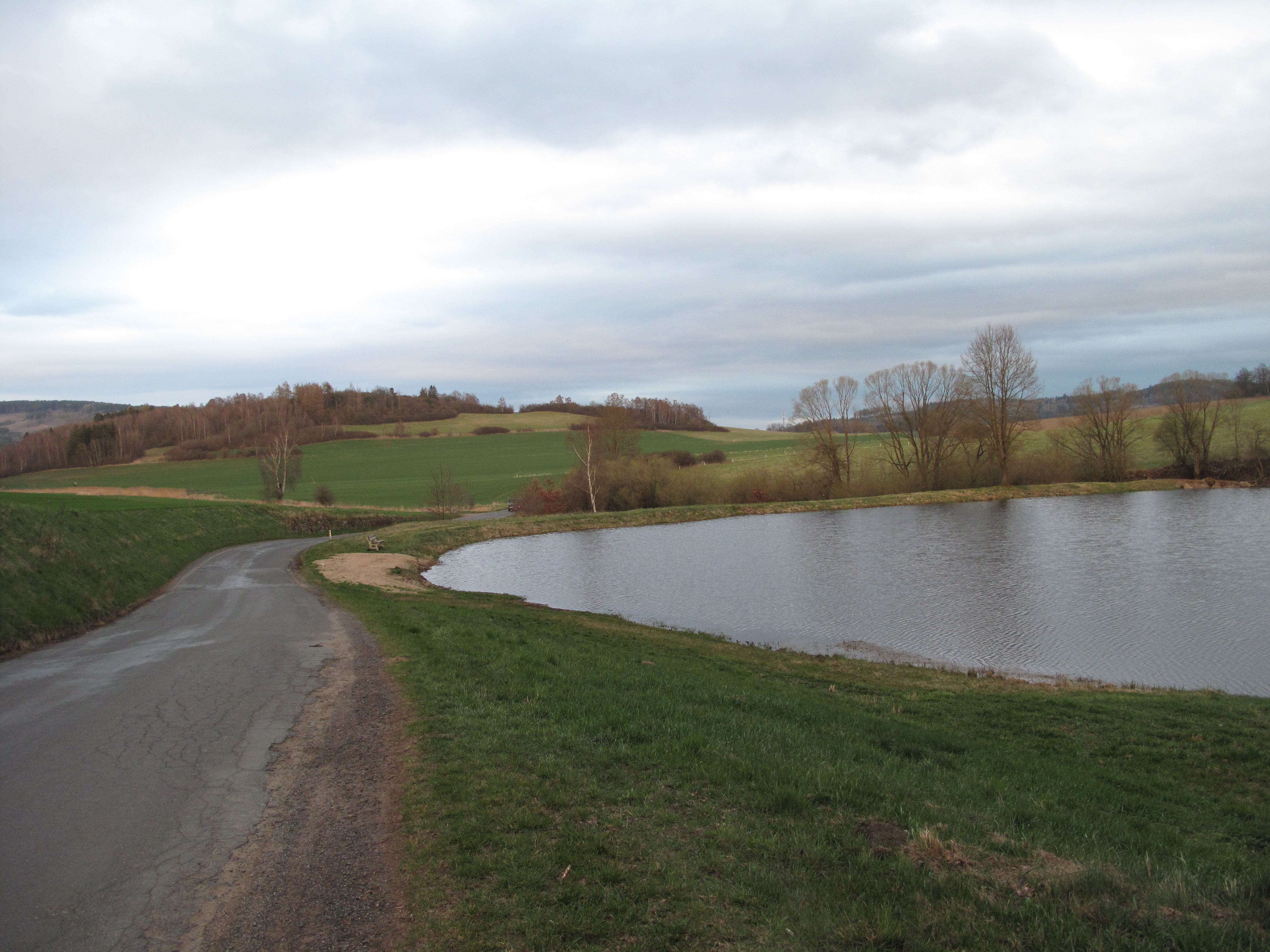
Silnice do Kolince
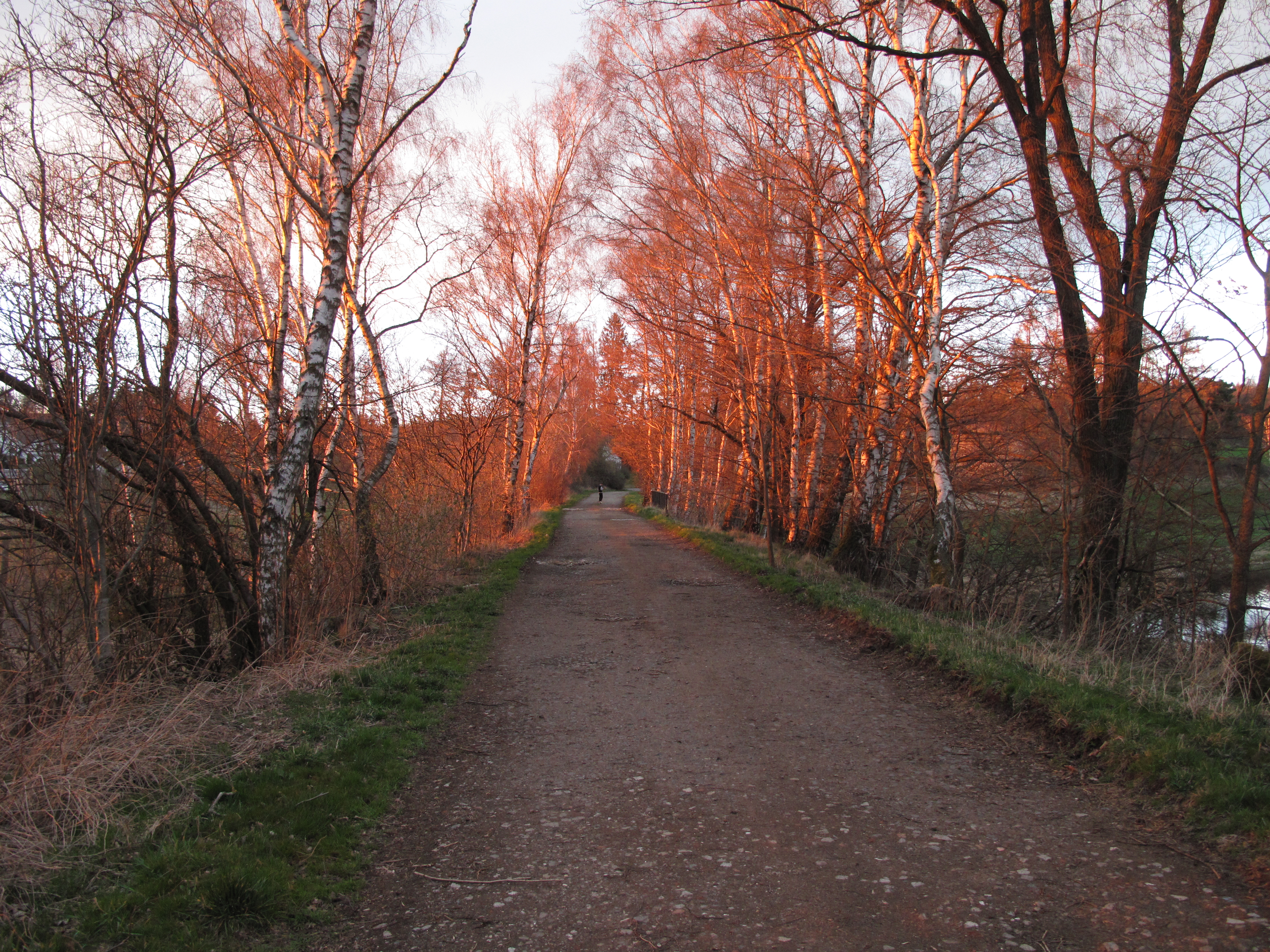
Cesta na západní straně